# Margot Benacerraf
 Margot Benacerraf (14 tháng 8 năm 1926  –  29 tháng 5 năm 2024) là một đạo diễn người Venezuela người Do Thái gốc Ma-rốc. Benacerraf là một trong những nhà làm phim người Mỹ Latinh đầu tiên theo học tại IDHEC (Institut des hautes études cinématographiques), Paris.

## Công việc
Hai bộ phim nổi tiếng nhất của Benacerraf, phim tài liệu Reverón và Araya của thập niên 1950, được coi là "bước ngoặc của phim truyện Mỹ Latinh phi hư cấu ". Reverón minh họa cuộc đời của họa sĩ nổi tiếng người Venezuela Armando Reverón. Araya miêu tả công việc hàng ngày của những công nhân của mỏ muối Araya, một ngôi làng ở phía đông Venezuela. Bộ phim đã được đưa vào Liên hoan phim Cannes Film Festival năm 1959, giành Giải thưởng phê bình quốc tế Cannes cùng với phim Hiroshima mon amour của Alain Resnais.
Benacerraf thành lập Thư viện phim Nacional vào năm 1966 và là giám đốc trong ba năm liên tiếp. Cô là thành viên hội đồng quản trị của Ateneo de Caracas vào năm 1991, với sự giúp đỡ của nhà văn và người bảo trợ của điện ảnh Mỹ Latinh Gabriel García Márquez, đã sáng lập Latin Fundavisual, nền tảng phụ trách quảng bá âm thanh hình ảnh Mỹ Latinh nghệ thuật ở Venezuela. Cô đã nhận được Giải thưởng Điện ảnh Quốc gia (1995), Huân chương Andrés Bello (trong hai lần), Huân chương Simón Bolivar, Huân chương Chính phủ Ý, Huân chương Chính phủ Chile, cùng với những người khác. Vào tháng 2 năm 1987, Ateneo de Caracas đã khánh thành một Phòng chiếu phim dưới tên của cô.
Bà qua đời ở tuổi 97 tại Caracas vào ngày 29 tháng 5 năm 2024.

## Liên kết mở rộng
- Margot Benacerraf trên IMDb
- IONCINEMA.com Interview with Margot Benacerraf